# Tersanne
Tersanne település Franciaországban, Drôme megyében. Lakosainak száma 354 fő (2022. január 1.). Tersanne Bathernay, Hauterives, Montchenu, Saint-Avit, Saint-Christophe-et-le-Laris és Saint-Martin-d’Août községekkel határos.

## Népesség
A település népessége az elmúlt években az alábbi módon változott:
| Lakosok száma | 213  | 175  | 156  | 239  | 366  | 359  | 357  | 368  | 363  | 354  |
|               | 1968 | 1982 | 1990 | 2006 | 2013 | 2015 | 2017 | 2019 | 2020 | 2022 |